# Мерфельден-Валльдорф
Мерфельден-Валльдорф (нім. Mörfelden-Walldorf) — місто в Німеччині, знаходиться в землі Гессен. Підпорядковується адміністративному округу Дармштадт. Входить до складу району Грос-Герау.
Площа — 44,16 км2. Населення становить 34 799 ос. (станом на 31 грудня 2020).